# Góra Wilhelma
Góra Wilhelma (ang. Mount Wilhelm, niem. Wilhelmsberg) – szczyt w Górach Bismarcka, najwyższy w Papui-Nowej Gwinei. Wznosi się na wysokość 4509 m n.p.m.
Nazwę szczytowi nadał w 1888 niemiecki dziennikarz Hugo Zöller na cześć Wilhelma von Bismarcka.
Pierwszego znanego wejścia dokonał w 1938 urzędnik rządu australijskiego L.G. Vial w towarzystwie dwóch Papuasów.